# Heterocyathus aequicostatus
Espèce
Statut de conservation UICN

 LC  : Préoccupation mineure
Statut CITES
Heterocyathus aequicostatus est une espèce de coraux appartenant à la famille des Caryophylliidae.